# Cervantes (Lugo)
Cervantes er en kommune i det nordvestlige Spanien i provinsen Lugo. Den har et indbyggertal på 1.187 (2024) indbyggere.
Efternavnet på forfatteren af Don Quixote, Miguel de Cervantes, kommer fra denne kommune.